# TT239
La tombe thébaine TT 239 est située à Dra Abou el-Naga, dans la nécropole thébaine, sur la rive ouest du Nil, face à Louxor en Égypte.
C'est la tombe d'un dénommé Penhet, superviseur pour toutes les terres du Nord à la XVIIIe dynastie.